# Dżamszed Usmonow
Dżamszed Usmonow, tadż. Ҷамшед Усмонов (ur. 13 stycznia 1965 w Aszcie) – tadżycki reżyser, scenarzysta i producent filmowy.
Studiował reżyserię w Duszanbe i w Moskwie. Od 1988 pracował jako asystent reżysera w wytwórni filmowej Tadżykfilm. Zadebiutował jako samodzielny reżyser wielokrotnie nagradzanym Lotem pszczoły (1988).
Kolejne fabuły Usmonowa, Anioł na prawym ramieniu (2002) i Żeby pójść do nieba najpierw trzeba umrzeć (2006), miały swoją premierę w sekcji „Un Certain Regard” odpowiednio na 55. i 59. MFF w Cannes. 
Swój ostatni film, Romans mojej żony (2011), reżyser nakręcił we Francji, gdzie obecnie mieszka na stałe. W obrazie tym główne role zagrały gwiazdy francuskojęzycznego kina Léa Seydoux i Olivier Gourmet.